# Mosag
Mosag is een fabeldier uit de Harry Potterboekenreeks van J.K. Rowling. Ze is de weduwe van Aragog.
Aragog en Mosag waren het begin van een lange generatie Acromantula's die in het Verboden Bos op het Zweinstein-terrein leven.
Het gif dat ze bevatten is een zeldzaam en waardevol gif, omdat het erg moeilijk te krijgen is en speciale eigenschappen bezit.